# Termocamino
Il termocamino (o camino termico o camincaldaia) è un sistema di riscaldamento domestico alimentato a legna e/o a pellet come combustibile, alternativo o affiancato agli impianti tradizionali alimentati a gasolio, GPL o metano (termoconvettore). Si tratta di un camino a camera chiusa (con uno sportello di vetro termico richiudibile) più efficiente del camino standard a camera aperta consentendo un buon risparmio energetico grazie al recupero, tramite particolari accorgimenti, di buona parte del calore prodotto che altrimenti si disperderebbe nella canna fumaria.
Può essere ad aria o ad acqua: se funziona ad aria è dotato di più "bocchette" per l'erogazione dell'aria calda, se funziona ad acqua è collegato direttamente o tramite scambiatori di calore all'impianto di riscaldamento a radiatori o a pavimento. È in grado di offrire un rendimento globale del 70-80%, ma la resa al fluido scende fra il 50 e il 70%.

## Descrizione

### Termocamino ad aria

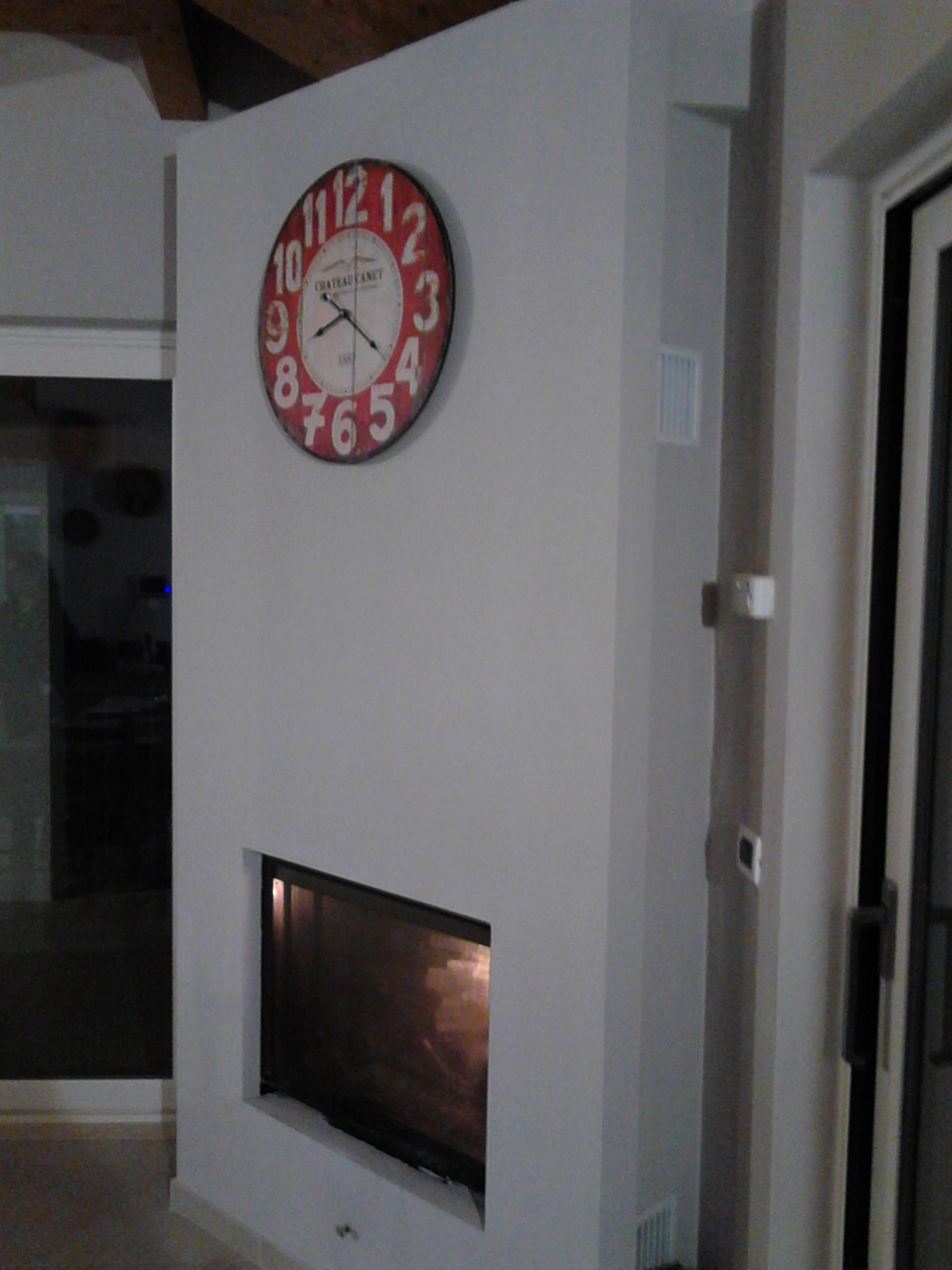
Un termocamino ad aria in funzione con bocchette a lato: dalla bocchetta in alto esce l'aria calda mentre da quella in basso l'aria viene aspirata

Il termocamino ad aria ha un'intercapedine d'aria tra il rivestimento esterno e quello interno che viene riscaldata dal nucleo interno attivo del camino stesso con in aggiunta un sistema di ventilazione forzata per far circolare l'aria nell'intercapedine stessa dall'esterno verso l'interno e viceversa e delle bocchette di aerazione. In tal modo esso è del tutto assimilabile ad una stufa, più economico e facile da installare rispetto a quello ad acqua in quanto non allacciato al sistema di riscaldamento dei termosifoni e con una resa maggiore rispetto al camino standard aperto poiché buona parte del calore prodotto va a riscaldare l'aria dell'intercapedine anziché disperdersi nella canna fumaria. Come tale può essere impiegato nell'efficientamento energetico di vecchi camini di pregio senza doverli smantellare. In alcuni modelli è possibile creare delle canalette d'aria per distribuire l'aria calda prodotta nell'intercapedine ai vari ambienti da riscaldare dell'abitazione.

### Termocamino ad acqua

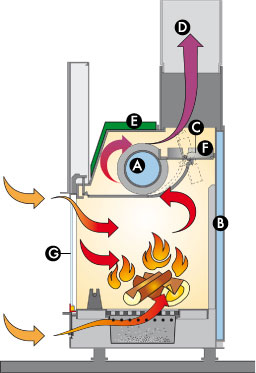
Schema di funzionamento di un termocamino ad acqua a vaso aperto

Nel termocamino ad acqua, l'acqua del circuito dei termosifoni si riscalda circolando nello scambiatore di calore (A) del camino e all'interno dell'intercapedine (B) che si estende sul fondo del camino stesso. L'intercapedine è realizzata con lamiera di acciaio o ghisa di notevole spessore.
In fase di accensione, per agevolare l'avvio della combustione la serranda fumi (C) resta in posizione di apertura, in modo che i fumi possano defluire verso la canna fumaria (D) senza ostacoli. Quando la combustione è ben avviata, chiudendo il portellone si chiude automaticamente anche la serranda fumi (C). In questo assetto, i fumi prima di raggiungere la canna fumaria deviano in modo da lambire, e cedere calore, sia alle intercapedini (B) sia allo scambiatore di calore (A).
Altri componenti solitamente presenti sono:

(E) isolante termico sulla volta

(F) serranda fumi

(G) vetroceramico resistente a 800 °C.